# Кельин, Фёдор Викторович
Фёдор Викторович Кельин (1893—1965) — советский литературовед-испанист и переводчик; почётный доктор Мадридского университета (1937). Преподавал в высших учебных заведениях Москвы классическую и современную испанскую и латиноамериканскую литературу.

## Биография
Родился в Москве 10 (22) апреля 1893 года в семье Виктора Фёдоровича Кельина; в начале 1900-х годов отец служил управляющим московской конторой Ю. С. Нечаева-Мальцова.
Как и старший брат Николай учился в Катковском лицее. В 1917 году окончил историко-филологический факультет Московского университета.
В 1920—1930-е годы во Всесоюзном обществе культурных связей с заграницей и Международной организации революционных писателей, затем — в романской и испано-американской секциях Иностранной комиссии Союза писателей СССР. В начале Великой Отечественной войны был эвакуирован в Казань. В годы войны и после неё совместно с С. М. Арконадой редактировал испанское издание журнала «Интернациональная литература». Перевёл (в соавторстве с С. М. Арконадой) «Слово о полку Игореве» на испанский язык (1945).
Член Союза писателей с 1939 года.
В последние годы жизни Ф. В. Кельин был вице-президентом Советской ассоциации дружбы и культурного сотрудничества со странами Латинской Америки.
Умер 29 сентября 1965 года в Москве.

### Интересный факт
Фёдор Викторович Кельин участвовал в работе II Международного конгресса писателей в защиту культуры (1937, Барселона, Мадрид, Валенсия). Этот конгресс сыграл большую роль в деле сохранения культурных ценностей Испании. На этом же конгрессе возникла мысль о создании собрания испанских книг для СССР. Советскому Союзу была передана коллекция книг, насчитывающая более 1500 томов, которую весной 1938 года Наркомпрос РСФСР передал на вечное хранение Всесоюзной государственной библиотеке иностранной литературы. Кельин по этому поводу писал:

«Культурное наследие Испании стремились сохранить и представители старшего поколения, назову в первую очередь знаменитого испанского поэта Антонио Мачадо (1875—1939), и творческая молодежь, выступавшая со своей собственной декларацией. Об этом стремлении проникновенно и ярко говорил один из виднейших испанских писателей Хосе Бергамин (1895—1983) на открытии Международного конгресса в Валенсии 4 июля 1937 года, а также члены нашей советской делегации Михаил Кольцов и Илья Эренбург».

## Архив
Фонд Федора Викторовича Кельина хранится в Российском государственном архиве литературы и искусства под номером 2555. Фонд содержит 1356 единиц хранения за 1778–1965 годы. Фонд содержит рукописи исследователя — статьи и исследования по истории испанской и латиноамериканской литературы, о творчестве Ф. Гарсиа Лорки, Б. Ибаньеса, А. Мачадо, П. Неруды, Р. Переса де Айялы и др.; переводы пьес Х.Бергамина, П.Кальдерона, Лопе де Веги и других, автобиографии и другие — всего 260 рукописей. В фонде можно найти записные книжки, письма, многочисленные рукописи латиноамериканских авторов, фотографии и прочие документы.